# Beatrix van Portugal (1372-1408)

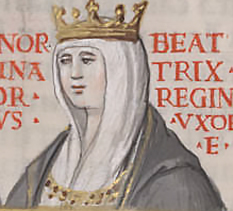
Beatrix van Portugal

Beatrix van Portugal (Coimbra, 1372 - Madrigal, ca 1408), ook bekend als Brites van Portugal, Beatriz van Portugal en Beatrix van Bourgogne, werd na het overlijden van haar vader Ferdinand I in 1383 koningin van Portugal. Door haar huwelijk was ze ook koningin-gemaal van Castilië. Na een successiestrijd moest zij al in 1385 de Portugese troon afstaan aan haar oom. 

## Biografie
Beatrix van Portugal was het enig overlevende kind van koning Ferdinand I van Portugal en Leonor Teles de Menezes. In het kader van de buitenlandpolitiek van haar vader werd zij vier keer verloofd om politieke allianties te bezegelen. De inzet hierbij was de relatie met het buurland Castilië.

Al in 1373 werd ze voor het eerst verloofd met Fadrique van Castilië, een onwettige zoon van koning Hendrik II van Castilië. In 1380 kwam er een verloving tot stand met Hendrik van Castilië, een zoon van de nieuwe koning  van Castilië, Johan I.  

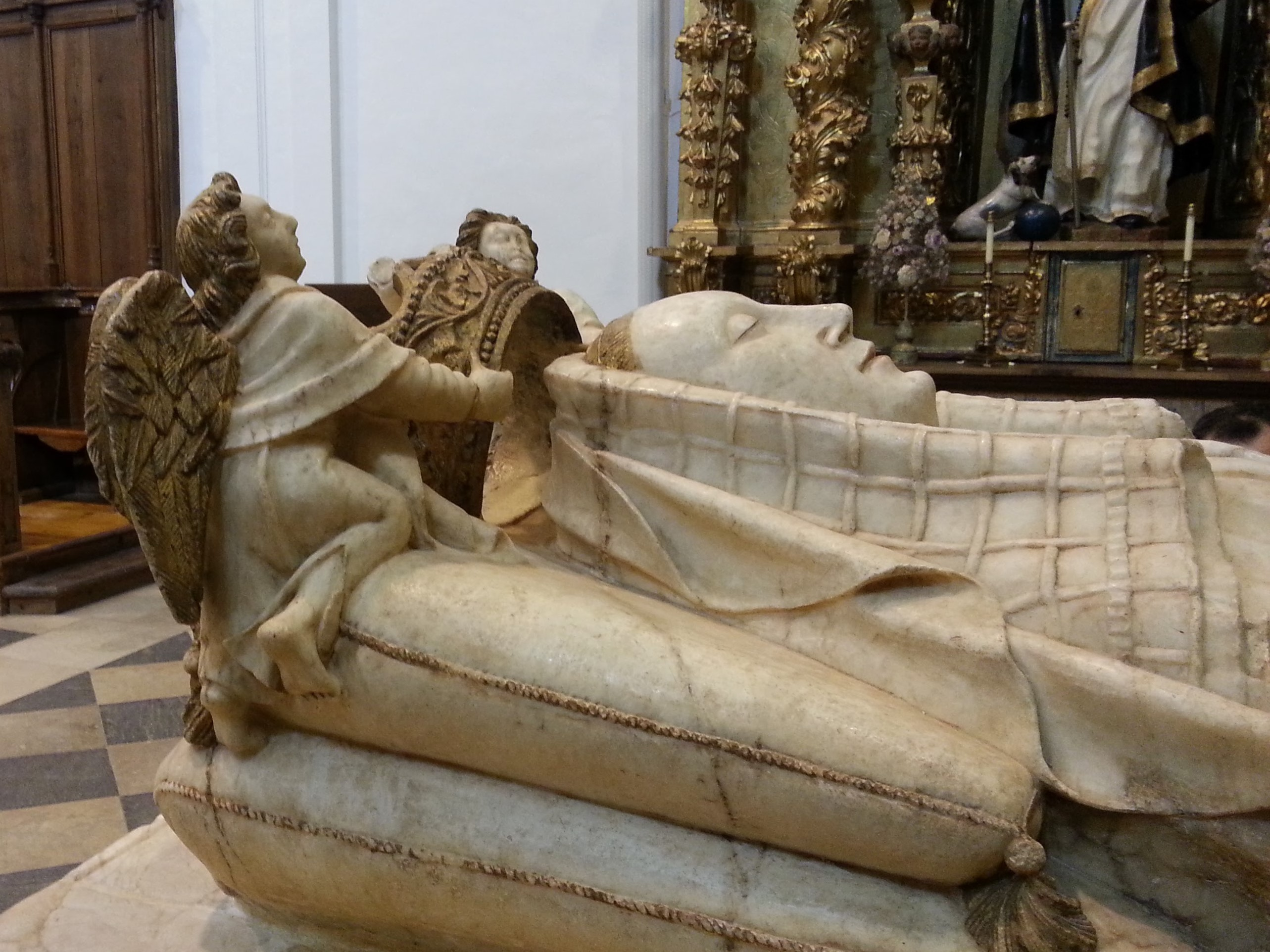
Grafmonument van Beatrix van Portugal in Toro

Toen Ferdinand I van Portugal later dat jaar een verbond sloot met de Engelse prins Jan van Gent die uit naam van zijn vrouw aanspraak maakte op de troon van Castilië, werd Beatrix verloofd met diens neef Eduard. Volgens sommige bronnen werd er ook een huwelijk gesloten dat in 1382 werd geannuleerd toen Ferdinand I zich in de Vrede van Elvas verzoende met Johan I van Castilië. Om deze verzoening te bezegelen werd er een huwelijksovereenkomst opgesteld tussen Beatrix en Ferdinand I van Aragon, de tweede zoon van Johan I. Na het overlijden van zijn vrouw besloot Johan I echter om zelf met Beatrix te trouwen. Het huwelijk vond plaats in 1383.
Na de dood van haar vader werd Beatrix in 1383 op elfjarige leeftijd suo jure koningin, onder regentschap van haar moeder. Johan I claimde uit naam van Beatrix de Portugese troon en riep zichzelf uit tot koning. Op 20 december 1383 viel hij Portugal binnen, veroverde Santarem en belegerde Lissabon. Hij werd in 1385 echter verslagen door de troepen van Beatrix’ oom Johan van Aviz, die zichzelf ook tot koning van Portugal had uitgeroepen.
Beatrix was koningin-gemaal van Castilië tot de dood van Johan I in 1390. Volgens sommige bronnen werd uit het huwelijk een zoon geboren, Miguel, die jong stierf. Dit is echter onzeker.